# Mamburao
Mamburao é um município de  segunda classe de renda municipal (d) na província Ocidental Mindoro, nas Filipinas. De acordo com o censo de 1 de maio  de  2020 possui uma população de 47 705 pessoas e 11 476 domicílios.